# Gobblet
A gobblet egy kétszemélyes táblajáték, amelyet Thierry Denoual álmodott meg, és melynek 2001-ben kezdte meg árusítását a francia Gigamic és az amerikai Blue Orange Games. A játék döntős volt a 2004-es Jeu de l’année-n.
A játék első verzióját 4x4-es táblán játsszák. Minden játékosnak 12 azonos színű, ám különböző méretű bábuja van. A játékosok célja, hogy átlósan, vízszintesen vagy függőlegesen sikerüljön teljes sort alkotni (négy bábu egymás mellett). A nagyobb bábuk a kisebbekre rákerülve képesek azok elfedésére, ilyenkor a nagy bábu alá került kisebb bábu nem képes részt venni a soralkotásban.
A Blue Orange Games és a Gigamic 2003-ban piacra dobta a Gobblet Juniort, a játék ma leginkább elterjedt formáját, melyet az előzőkben taglalt szabályokkal, de 6 bábuval játszanak egy 3x3-as pályán.
2009-ben a Blue Orange Games újabb verziókat jelentett meg: a Gobblet X4-et és a Gobblet Gobblers-t.

## Fordítás
- Ez a szócikk részben vagy egészben  a   Gobblet című angol Wikipédia-szócikk fordításán alapul.  Az eredeti cikk szerkesztőit annak laptörténete sorolja fel. Ez a jelzés csupán a megfogalmazás eredetét és a szerzői jogokat jelzi, nem szolgál a cikkben szereplő információk forrásmegjelöléseként.